# Sliven (oblast)
Pour la ville, voir Sliven.
L'oblast de Sliven est l'un des 28 oblasti (« province », « région », « district ») de Bulgarie. Son chef-lieu est la ville de Sliven.

## Géographie
La superficie de l'oblast est de 3 544 km2, représentant 3,19 % de la superficie totale de la Bulgarie.

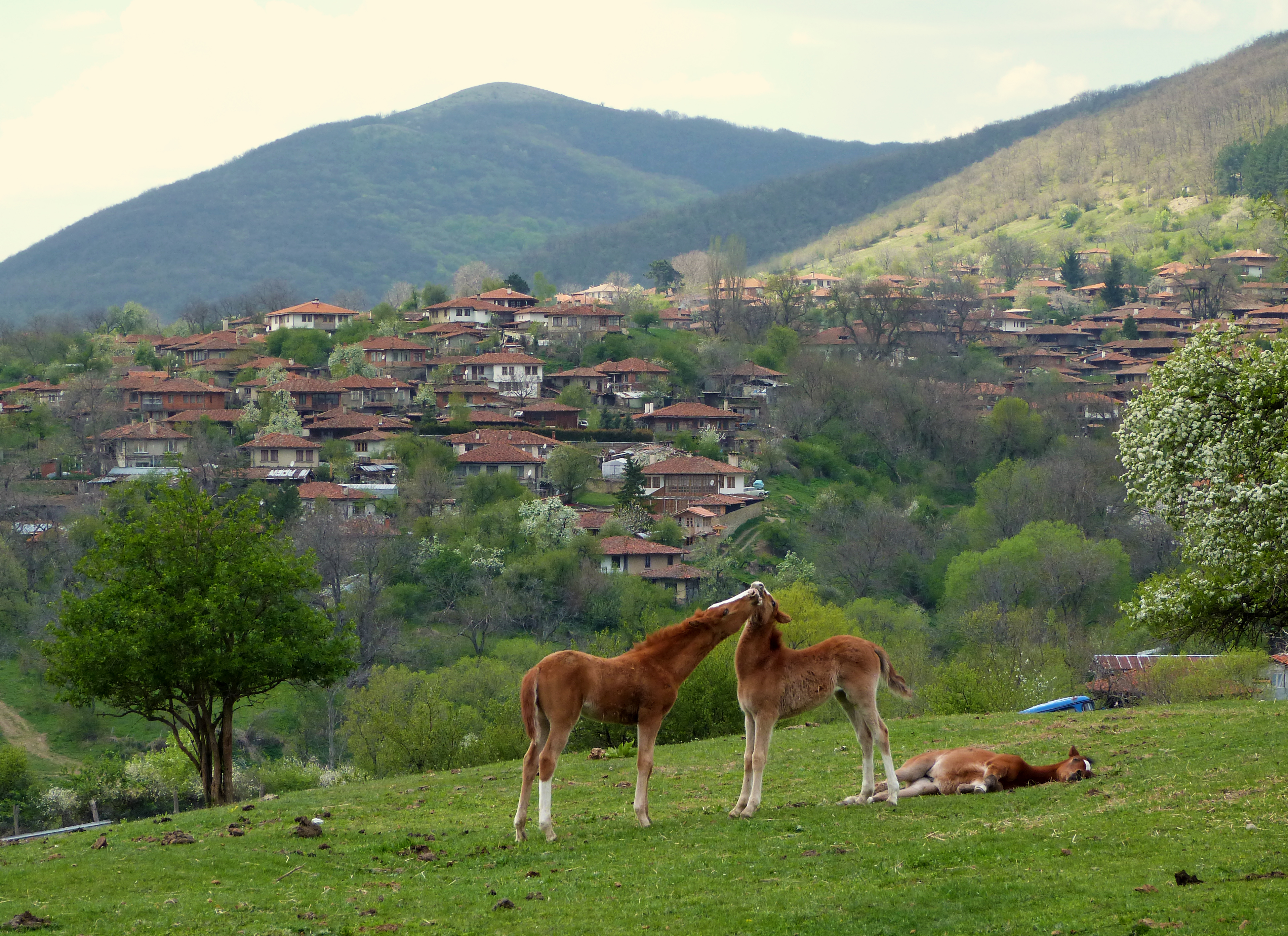
Province de Sliven

## Démographie

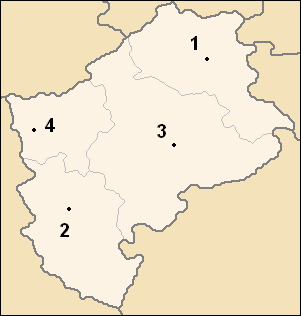
Localisation des obchtini sur la carte de l'oblast de Sliven

Lors d'un recensement récent, la population s'élevait à 218 474 hab., soit une densité de population de 61,65 hab./km2.

## Administration
L'oblast est administré par un « gouverneur régional » (en bulgare Областен управител), dont le rôle est plus ou moins comparable à celui d'un préfet de département en France. La gouverneure actuelle est Tatyana Petkova (en bulgare : Татяна Петкова).

## Subdivisions
L'oblast regroupe 4 municipalités (en bulgare, община – obchtina – au singulier, Общини – obchtini – au pluriel), au sein desquelles chaque ville et village conserve une personnalité propre, même si une intercommunalité semble avoir existé dès le milieu du XIXe siècle :
1. obchtina de Kotel

2. obchtina de Nova Zagora

3. obchtina de Sliven

4. obchtina de Tvarditsa

## Liste détaillée des localités
Les noms de localités en caractères gras ont le statut de ville (en bulgare : град, translittéré en grad). Les autres localités ont le statut de village (en bulgare : село translittéré en selo).
Les noms de localités s'efforcent de suivre, dans la translittération en alphabet latin, la typographie utilisée par la nomenclature bulgare en alphabet cyrillique, notamment en ce qui concerne l'emploi des majuscules (certains noms de localités, visiblement formés à partir d'adjectifs et/ou de noms communs, ne prennent qu'une majuscule) ou encore les espaces et traits d'union (ces derniers étant rares sans être inusités). Chaque nom translittéré est suivi, entre parenthèses, du nom bulgare original en alphabet cyrillique.

### Kotel (obchtina)
L'obchtina de  groupe une ville, Kotel, et 25 villages :
Borintsi (Боринци) ·
Bratan (Братан) ·
Dabova (Дъбова) ·Filaretovo (Филаретово) ·
Gradets (Градец) ·
Jeravna (Жеравна) ·
Kamenna (Каменна) ·
Katounichte (Катунище) ·
Kipilovo (Кипилово) ·
Kotel (Котел) ·
Malko selo (Малко село) ·
Medven (Медвен) ·
Mokren (Мокрен) ·
Neïkovo (Нейково) ·
Niska polyana (Ниска поляна) ·
Orlovo (Орлово) ·
Ostra mogila (Остра могила) ·
Padarevo (Пъдарево) ·
Ptitchari (Птичари) ·
Sedlarevo (Седларево) ·
Sokolartsi (Соколарци) ·
Streltsi (Стрелци) ·
Titcha (Тича) ·
Topouzevo (Топузево) ·
Varlichte (Върлище) ·
Yablanovo (Ябланово)

### Nova Zagora (obchtina)
L'obchtina de  groupe une ville, Nova Zagora, et 33 villages :
Asenovets (Асеновец) ·
Banya (Баня) ·
Bogdanovo (Богданово) ·
Bryastovo (Брястово) ·
Byal kladenets (Бял кладенец) ·
Dyadovo (Дядово) ·
Elenovo (Еленово) ·
Ezero (Езеро) ·
Grafitovo (Графитово) ·
Kamenovo (Каменово) ·
Karanovo (Караново) ·
Konyovo (Коньово) ·
Korten (Кортен) ·
Kriva kroucha (Крива круша) ·
Lyoubenets (Любенец) ·
Lyoubenova makhala (Любенова махала) ·
Mlekarevo (Млекарево) ·
Naoutchene (Научене) ·
Nova Zagora (Нова Загора) ·
Novoselets (Новоселец) ·
Omartchevo (Омарчево) ·
Pet mogili (Пет могили) ·
Pitovo (Питово) ·
Polsko Padarevo (Полско Пъдарево) ·
Prokhorovo (Прохорово) ·
Radetski (Радецки) ·
Radevo (Радево) ·
Sabrano (Събрано) ·
Sadievo (Съдиево) ·
Sadiïsko pole (Съдийско поле) ·
Sokol (Сокол) ·
Stoil voïvoda (Стоил войвода) ·
Tsenino (Ценино) ·
Zagortsi (Загорци)

### Sliven (obchtina)
L'obchtina de Sliven groupe deux villes – Sliven et Kermen –, et 47 villages :
Bikovo (Биково) ·
Bilo (Било) ·
Binkos (Бинкос) ·
Blatets (Блатец) ·
Bojevtsi (Божевци) ·
Bozadjii (Бозаджии) ·
Byala (Бяла) ·
Dragodanovo (Драгоданово) ·
Gavrailovo (Гавраилово) ·
Gergevets (Гергевец) ·
Glouchnik (Глушник) ·
Gloufichevo (Глуфишево) ·
Golyamo Tchotchoveni (Голямо Чочовени) ·
Gorno Aleksandrovo (Горно Александрово) ·
Gradsko (Градско) ·
Itchera (Ичера) ·
Izgrev (Изгрев) ·
Jelyou voïvoda (Желю войвода) ·
Kaloyanovo (Калояново) ·
Kamen (Камен) ·
Kermen (Кермен) ·
Kovatchite (Ковачите) ·
Kozin dol (Козин дол) ·
Krouchare (Крушаре) ·
Malko Tchotchoveni (Малко Чочовени) ·
Masarlii (Мъсърлии) ·
Metchkarevo (Мечкарево) ·
Mladovo (Младово) ·
Nikolaevo (Николаево) ·
Novatchevo (Новачево) ·
Panaretovtsi (Панаретовци) ·
Rakovo (Раково) ·
Ratchenitsa (Ръченица) ·
Samouilovo (Самуилово) ·
Seliminovo (Селиминово) ·
Skobelevo (Скобелево) ·
Sliven (Сливен) ·
Sotirya (Сотиря) ·
Sredorek (Средорек) ·
Stara reka (Стара река) ·
Staro selo (Старо село) ·
Stroupets (Струпец) ·
Tchintoulovo (Чинтулово) ·
Tchokoba (Чокоба) ·
Topoltchane (Тополчане) ·
Trapoklovo (Трапоклово) ·
Vaglen (Въглен) ·
Zaïtchari (Зайчари) ·
Zlati voïvoda (Злати войвода)

### Tvarditsa (obchtina)
L'obchtina de Tvarditsa groupe trois villes – Tvarditsa, Chivatchevo et Orizari –, et 7 villages :
Bliznets (Близнец) ·
Borov dol (Боров дол) ·
Byala palanka (Бяла паланка) ·
Chivatchevo (Шивачево) ·
Jalt bryag (Жълт бряг) ·
Orizari (Оризари) ·
Sborichte (Сборище) ·
Sartsevo (Сърцево) ·
Tchervenakovo (Червенаково) ·
Tvarditsa (Твърдица)